# Bob Marley: One Love
Bob Marley: One Love is een Amerikaanse biografische muzikale dramafilm uit 2024, geregisseerd door Reinaldo Marcus Green. De film is gebaseerd op het leven van reggaezanger en songwriter Bob Marley, vanaf zijn opkomst halverwege de jaren zeventig tot aan zijn dood in 1981. In de film spelen Kingsley Ben-Adir als Marley, naast Lashana Lynch als Rita Marley.

## Verhaal
De film concentreert zich op het leven van Bob Marley na een mislukte moordaanslag in 1976. Door de gespannen politieke situatie in zijn thuisland Jamaica gaat de reggaezanger naar Londen, waar hij het album Exodus opneemt. Jaren later keerde hij terug naar het Caribisch gebied en trad op met zijn band The Wailers tijdens het One Love Peace Concert.

## Rolverdeling
| Acteur              | Personage             |
| ------------------- | --------------------- |
| Kingsley Ben-Adir   | Bob Marley            |
| Lashana Lynch       | Rita Marley           |
| James Norton        | Chris Blackwell       |
| Daniel Melville jr. | Norval Marley         |
| Sevana              | Judy Mowatt           |
| Hector Lewis        | Carlton Carly Barrett |
| Tosin Cole          | Tyrone Downie         |

## Release
De film ging in première op 23 januari 2024 in Marley's geboorteplaats Kingston, Jamaica (in de bioscoop Carib 5).

## Ontvangst
Op Rotten Tomatoes heeft Bob Marley: One Love een waarde van 35% en een gemiddelde score van 5,10/10, gebaseerd op 34 recensies. Op Metacritic heeft de film een gemiddelde score van 43/100, gebaseerd op 14 recensies.